# Tribo Messiria

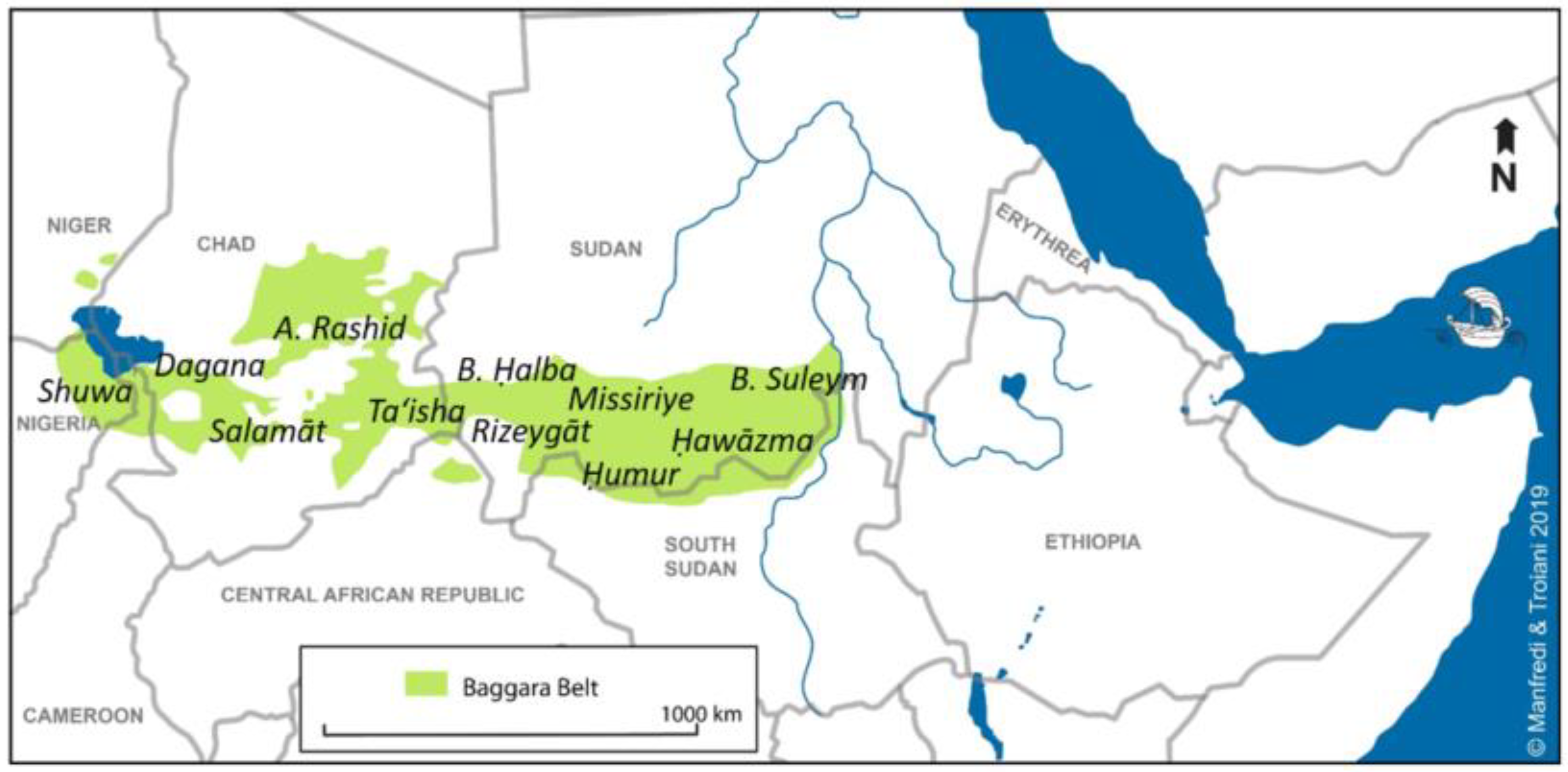
Região Baggara

A etnia Messiria ( em árabe: المسيرية   ),  conhecida também como Árabes Messiria, são um ramo do grupo étnico Baggara de tribos árabes .  A língua utilizada por eles é o árabe sudanês e são em sua maioria muçulmanos  . Com mais de um milhão de membros, os Baggara são o segundo maior grupo étnico no Sudão Ocidental, estando presentes desde o Leste do Chade. São principalmente pastores de gado nómades que realizam as suas viagens levando em consideração as estações do ano, buscando pastagens e água para seu gado entre os meses de janeiro e abril de cada ano, que é a estação seca.  
O uso do termo Baggara está em desuso por trazer conotações negativas como a de saqueadores de escravos, por isso preferem ser denominados como Messirias. Entretanto termo Baggara significa simplesmente vaqueiro, mas os sudaneses aplicam a palavra particularmente aos pastores nômades, que percorrem o cinturão de savana entre o Lago Chade e o Nilo Branco . Este cinturão de território tem sido a pátria do povo Baggara durante séculos.

## Guerra civil
Os Messirias foram as primeiras tribos do norte e Baggara a sofrer com a guerra civil Sul-Sudanesa. O governo sudanês no intuito de utilizá-los como massa de manobra forneceu armamento às milícias Árabes Messirias ordenando-lhes que expulsassem os povos nilóticos da região ocidental do Alto Nilo, rica em petróleo. 
Em Abiei, os Dinca Ngok e os Messirias estão envolvidos em conflitos territoriais, uma vez que a região é o local histórico e tradicional de migração dos messirias em busca de pastagem para seu gado.  Acordos patrocinados pela Organização Internacional para as Migrações (OIM), pela Organização das Nações Unidas para a Alimentação e a Agricultura (FAO) e pela Força de Segurança Interina da ONU em Abiei (UNISFA), vem possibilitando condições de convívio pacífico entre ambas as comunidades nos últimos anos.